# Durak
Durak (En rus, " ximple ") és un joc de cartes tradicional rus que és popular en molts estats post-soviètics. És el joc de cartes més popular de Rússia, ja que ha desplaçat els Preferans. Des d'aleshores s'ha popularitzat a altres parts del món. L'objectiu del joc és llançar totes les cartes quan ja no queden cartes a la baralla. Al final del joc, l'últim jugador amb les cartes a la mà és el durak o "ximple".
El joc s'atribueix a haver aparegut a l'Imperi Rus de finals del segle xviii i ha estat popularitzat pels reclutes de l'exèrcit imperial durant la guerra rus-francesa de 1812. Inicialment, un passatemps social de camperols i treballadors industrials sense educació, després de la Revolució d'Octubre, Durak s'ha estès a nombrosos nivells socials a mitjans del segle XX per esdevenir aviat el joc de cartes soviètic més popular.

## Configuració
El joc es juga normalment amb dues a cinc persones, amb sis jugadors si es desitja, utilitzant una baralla de 36 cartes, per exemple una baralla estàndard de 52 cartes de la qual s'han eliminat les cartes am els números del 2 al 5 En teoria, el límit per a un joc amb una baralla de 36 cartes és de sis jugadors, però això comporta un avantatge considerable per al jugador que ataca primer i un desavantatge considerable per al jugador que defensa primer. Existeixen variants que fan servir més d'una baralla.
La baralla es barreja i cada jugador rep sis cartes. La carta inferior de la pila de cartes es gira i es col·loca cap amunt sobre la taula, el seu pal determina el trumfo per a l'actual partida. Per exemple, si és el 7 de diamants, els diamants seran el trumfo, la carta amb valor més alt que totes les cartes de pal senzill. La resta del paquet es col·loca sobre la taula. Aquestes cartes formen el prikup o la pila. La carta que ha determinat el trumfo continua pertanyent a la pila i serà la última carta de la pila. Les cartes rebutjades a causa de les defenses exitoses es col·loquen en una pila de descartes al costat de la pila.

## Jugant
El jugador que tingui la carta de valor més baix del pal trumfo serà el primer atacant (tingueu en compte que no hi ha cap obligació de jugar aquesta carta més baix com a primera carta). El jugador a l'esquerra de l'atacant sempre és el defensor. Després de cada ronda d'atac, el joc continua en sentit horari. Si l'atac té èxit (vegeu més avall), el defensor perd el torn i l'atac passa al jugador de l'esquerra del defensor. Si l'atac falla, el defensor es converteix en el següent atacant.

### Primer atac
Les cartes es classifiquen en el 6 lloc 7 8 9 10 J Q K A. Un triomf de qualsevol rang supera totes les cartes dels altres tres vestits. Per exemple, un 6 de trumfo supera un as de qualsevol altre pal.
L'atacant obre el seu torn jugant una carta cara amunt sobre la taula com a carta d'atac. El jugador a l'esquerra de l'atacant és el defensor. Responen a l'atac amb una targeta defensora.

### Defensar
El defensor intenta batre la carta d'atac jugant una carta defensora de més nivell de la seva mà. Per exemple, si l'atacant juga un 7♠ el defensor ha de jugar un numero del mateix pal més alt, com el 10♠ o una carta del trumfo, per defensar-se amb èxit. El defensor ha de jugar una carta més alta del mateix pal que la carta d'atac o jugar una carta de trumfo (no hi ha l'obligació de jugar la carta del mateix pal, podeu utilitzar les cartes de trumfo per superar l'atac en qualsevol moment). Les cartes defensores es col·loquen sobre la carta d'atac, de manera que les dues cartes són visibles i queda clar quines cartes estan atacant i defensant les cartes.
Després del primer atac, si el defensor té èxit, l'atacant pot llançar un nou atac. Si no poden o si passen, el jugador de l'esquerra del defensor pot iniciar un nou atac o passar l'oportunitat d'atacar al següent no defensor que vagi en sentit horari al voltant de la taula. Per a cada nou atac defensat amb èxit pel defensor, el jugador que va dirigir aquest atac (va jugar l'última carta d'atac) pot iniciar un nou atac. Després de l'atac original, els atacs només es poden fer si la nova carta d'atac coincideix amb el numero de qualsevol carta que ja s'ha jugat durant aquesta ronda. Si el jugador que va dirigir l'últim atac opta per no tornar a atacar (i tots els futurs atacs durant la ronda d'atacs), llavors l'atacant original pot fer un nou atac, si passen fent un atac, els jugadors dels defensors que queden poden atacar o passar i així anar girant en sentit horari al voltant de la taula. No hi pot haver més de sis atacs a cada ronda. Cada nova carta d'atac es col·loca a l'esquerra de l'última carta d'atac i el defensor juga la seva carta defensiva a sobre de la nova carta d'atac creant una fila de cartes d'atac i defensa. El defensor ha de respondre al nou atac de la mateixa manera que el primer atac, jugant una carta del mateix vestit de la nova carta d'atac amb un rang superior o una carta de triomf. La resta de jugadors poden fer un nou atac si el defensor ha defensat amb èxit l'últim atac. L'atacant original té prioritat per fer un atac, llavors el jugador a l'esquerra del defensor té prioritat i així seguir endavant en sentit horari. Algunes variants només permeten afegir cartes a l'atac un cop jugada la primera carta defensora.
En qualsevol moment durant una ronda d'atacs, si un defensor no vol o no pot superar la carta d'atac més recent, pot renunciar a la seva defensa i ha de recollir totes les cartes jugades durant aquesta ronda d'atac (tant en defensa com en atac). A més, els altres jugadors poden optar per llançar cartes que coincideixin amb files de qualsevol carta que ja s'hagi jugat en aquesta ronda que el defensor també ha de recollir. En aquest cas, la ronda d'atacs finalitza i el jugador a l'esquerra del defensor inicia una nova ronda d'atacs.
No obstant això, si el defensor ha batut totes les cartes d'atac i cap altre jugador està disposat a fer un altre atac o si el defensor supera la sisena carta d'atac, el defensor ha guanyat la ronda d'atacs. En aquest cas, totes les cartes d'aquesta ronda d'atac es col·loquen a la pila de descartes i el defensor inicia una nova ronda d'atacs, ja que l'atacant i el jugador a la seva esquerra es converteixen en el nou defensor.
Cap jugador no pot examinar la pila de descart en cap moment.

### Final de torn
Al final de cada ronda d'atacs contra un defensor, independentment de si la defensa va tenir èxit o no, cada jugador treu cartes noves de la pila fins que té sis cartes a la mà tret que s'hagi esgotat la baralla. L'atacant principal treu tantes cartes com sigui necessari primer, seguit de qualsevol altre atacant en ordre horari i, finalment, el defensor. La carta final del defensor ha de superar l'última carta d'atac, en cas contrari ha de recollir totes les cartes jugades durant aquesta ronda d'atacs. Si la pila s'esgota i un jugador ha jugat totes les seves cartes, s'eliminen del joc.

### Guanyar i perdre
L'última persona que queda amb cartes a la mà és el perdedor (el ximple o durak). En algunes variants, aquest jugador es converteix en el repartidor de la següent ronda. El jugador a la dreta del ximple es pot convertir en el primer atacant de la següent ronda.
Algunes variants declaren que el guanyador de la ronda és el primer jugador a buidar la mà i deixar el joc. En d'altres, no hi ha guanyadors, només el perdedor.

### Joc en equip
Quatre jugadors poden jugar en dues parelles. Sis poden jugar en tres equips de dos o en dos equips de tres. Els membres de cada equip seuen oposats (amb dos jugadors a cada equip), o alternats (amb tres). En algunes variants, l'equip amb el triomf més baix comença la primera ronda, però en les rondes posteriors comença l'equip guanyador de la ronda anterior.
Quan juguen en equips, els jugadors poden no afegir-se als atacs dels seus companys.

### Ximple amb espoletes
Si l'última carta jugada per un atacant és un sis i el defensor perd, el defensor es pronuncia alegrement durak s pogonom (Un ximple amb xarreteres), i la sisena carta es pot posar simbòlicament a l'espatlla. Això és pitjor que declarar el perdedor simplement com a durak, a causa del handicap de tenir un Sis de baix valor durant la part final del joc. Si l'atacant juga dos sis, fins i tot el perdedor rep el nom de durak amb “Xarreteres a les dues espatlles”.
Algunes variants utilitzen les xarreteres com a punts. Si algú té un sis com a xarretera, els oponents hauran de marcar contra ells fent servir un set, i així successivament fins que algú rebi un as com a xarretera. Per puntuar, l'individu o l'equip guanyador no només ha d'posar fi al valor correcte de la xarretera, sinó que ha d'incloure almenys una carta no trumfo a l'atac final.

## Variants
| Nom de la variant                                                | Descripció de la variant |
| ---------------------------------------------------------------- | --- |
| Piques per piques                                                | Les piques no poden ser vençudes pel trumfo, només per altres piques. El trumfo no pot ser pica. Tingueu en compte que les piques no superen el trumfo; actuen com un pal especial, no com un súper trumfo.                  |
| Boig durak                                                       | El mateix que "piques per piques", juntament amb la regla que el pal de trumfo sempre és diamant. |
| Sense trumfos                                                    | No hi ha cap trumfo. |
| Setge durak / Podkidnoy durak                                    | Permet atacs d'obertura de diverses cartes (del mateix rang) i atacs simultanis de diversos jugadors després de l'atac inicial.                                                                                              |
| As caigut / la carta de trumf més baixa supera a l'Ace de triomf | Aquesta regla permet guanyar a Ace triomfat per la carta de triomf més baixa d'una baralla, de manera que ja no és una super-carta immillorable. As de trumfo encara pot guanyar qualsevol carta, inclosa la que la superi.  |
| Durak albanès                                                    | El trumfo es col·loca a la part superior del taló en lloc de a la part inferior. |
| Trumfo canviable                                                 | Una altra carta es posa cara avall sota el trumfo visible. Quan un dels jugadors treu la carta visible, es revela la carta oculta i determina el nou trumfo per a la resta del joc. Després es pot utilitzar amb normalitat. |
| Durak ferroviari                                                 | Al començament del joc es reparteix tota la baralla als jugadors, excepte una carta per determinar el triomf. |
| Pòquer durak                                                     | Els jugadors poden canviar dues cartes a la mà per dues cartes del taló abans del seu torn. Cada jugador pot fer-ho només 3 vegades al joc.                                                                                  |
| Durak complet                                                    | El joc també es pot jugar amb una baralla completa amb o sense comodins, amb 2 com a carta més baixa en lloc de 6. Si jugues amb Jokers, un Joker d'un color determinat supera qualsevol carta d'aquest color.               |
| Weli                                                             | Anomenat després de les 6 campanes de la coberta de William Tell. En aquesta variació, els 6 es converteixen en comodins, mantenint el rang de 6 però prenent qualsevol vestit que el jugador triï.                          |

En una variació comuna anomenada Perevodnoy ("transferible") durak, un defensor pot passar al següent jugador si té una carta del mateix rang. El defensor afegeix aquesta carta a la pila i el següent jugador es converteix en el defensor. Ara el defensor es converteix en el nou atacant i el jugador de la seva esquerra es converteix en el nou defensor i ha de vèncer totes les cartes jugades per l'atacant. No es permet el pas si el nou defensor té menys cartes a la mà que en l'atac passat. En els jocs amb quatre o menys jugadors, és possible que l'atac passi per tota la taula de manera que l'atacant original acabi defensant-se del seu propi atac.
Una variant de pas anomenada proyezdnoy ("abonament") permet a un defensor que té el triomf del mateix rang mostrar simplement la carta per passar l'atac i convertir-se en el nou atacant. El titular de la carta de trumfo del mateix rang pot jugar-la en qualsevol moment durant l'atac. Si es juga amb menys de 4 jugadors, és possible que l'atac es pugui passar tot el camí i tornar al titular del trumfo. En aquest cas, el titular no pot tornar a mostrar ni la mateixa carta per passar l'atac una segona vegada.